# Metsä Tissue
Metsä Tissue ist der fünftgrößte Hersteller von Tissue-Produkten in Europa. Das Unternehmen gehört zur Metsä Group, einem finnischen Konzern der Forstindustrie. Der Firmensitz ist in der zweitgrößten Stadt Finnlands, in Espoo.

## Produkte
Die Firma Metsä Tissue produziert und vertreibt ihre Produkte und Dienstleistungen im Einzelhandel (Consumer/Retail) für den Endkonsumentenbereich sowie über den Großhandel im Bereich Business-to-Business.
Toilettenpapier, Haushaltsrollen, Taschentücher und Servietten werden unter den Marken von Lambi, Serla, Mola, Tento und Fasana vertrieben, aber auch als Eigenmarken der großen Handelsketten. Dazu kommen Systemanwendungen, Papierhandtücher und Industrie-Wischtücher sowie Hautschutz- und Pflegeprodukte der Marke Katrin. Diese werden in drei Kategorien angeboten: Washroom, Workplace sowie Guest Comfort.
Metsä Tissue ist mit seinem Produkt SAGA der weltweit größte Hersteller von Backpapier.

## Standorte
In zehn Papierwerken werden 600.000 Tonnen Tissue-Papier jährlich hergestellt. Die Standorte befinden sich in:
- Finnland
  - Mänttä
- Deutschland
  - Düren (Teilbereich des ehemaligen Reflex-Werkes der M-real Zanders GmbH, heute Reflex-Premium-Papier GmbH)
  - Kreuzau-Untermaubach (Hochkoppelmühle, ehemals Strepp-Papier GmbH & Co. KG, Familienunternehmen: geschäftsführender Gesellschafter Dr. Karl-Theodor Strepp)
  - Raubach (ehemals Papierfabrik Hedwigsthal, damalige Papierwerke Halstrick KGaA, später GmbH)
  - Euskirchen-Stotzheim, vormals Teil der Papierwerke Halstrick
- Polen
  - Krapkowice (Krappitz)
- Slowakei
  - Žilina
- Schweden
  - Mariestad
  - Pauliström
  - Nyboholm

In Düren tritt das Unternehmen zum 1. Juli 2023 dem Forschungsnetzwerk "Modellfabrik Papier in Düren" bei.